# Liste des épisodes d'Ugly Betty

Cette page recense la liste des épisodes de la série télévisée américaine Ugly Betty (2006-2010).

## Saison 1 (2006-2007)
1. Mode d'emploi (Pilot)
2. Avec les formes (The Box and the Bunny)
3. La reine du Queens (Queens for a Day)
4. Goût de luxe (Swag)
5. Noël en octobre (Fey's Sleigh Ride)
6. Papillonnages ! (The Lyin', the Watch and the Wardrobe)
7. Petits désordres en famille (Trust, Lust and Must)
8. Week-end de rêve (After Hours)
9. Quatre Thanksgiving et un enterrement (Four Thanksgivings and a Funeral)
10. Recherche patron désespérément (Lose the Boss)
11. Mains moites et sueur froide (Fake Plastic Snow)
12. 60 jours pour réussir (Sofia's Choice)
13. In ou out (In or Out)
14. La star de la famille (I'm Coming Out)
15. Entre frères et sœurs (Brothers and Friends)
16. Amies amies ? (Derailed)
17. La cerise sur le gâteau (Icing on the Cake)
18. Mensonges et cachotteries (Don't Ask, Don't Tell)
19. Confessions intimes (Punch Out)
20. Scandale à la une (Petra-Gate)
21. Secrétaires à l'honneur (Secretaries' Day)
22. Retour au Mexique (A Tree Grows in Guadalajara)
23. East Side Story (East Side Story)

## Saison 2 (2007-2008)
1. Une page se tourne (How Betty Got Her Grieve Back)
2. Repartir à zéro... (Family/Affair)
3. En noir et blanc (Betty's Wait Problem)
4. Dans la peau d'un autre (Grin and Bear It)
5. Rendez-vous galants (A League of Their Own)
6. Amours cachées (Something Wicked This Way Comes)
7. Un mariage foudroyant (A Nice Day for a Posh Wedding)
8. La femme de sa vie (I See Me, I.C.U.)
9. Slater contre Meade (Giving Up the Ghost)
10. Que le meilleur gagne ! (Bananas for Betty)
11. Un défilé de poids (Zero Worship)
12. Parfum de scandale (Odor in the Court)
13. Leçons de drague (A Thousand Words By Friday)
14. 24 bougies (Twenty Four Candles)
15. Jalousie enflammée (Burning Questions)
16. Heureux évènements (Betty's Baby Bump)
17. Lâche-toi Betty ! (The Kids Are Alright)
18. Entre les deux, son cœur balance (Jump)

## Saison 3 (2008-2009)
1. Le projet Manhattan (The Manhattan Project)
2. Au service de l'ennemi (Filing for the Enemy)
3. Petits crimes à la mode (Crimes of Fashion)
4. Au pays de Betty (Betty Suarez Land)
5. Une louve dans la bergerie (Granny Pants)
6. Panier de fruits ou panier de crabes ? / Paniers de fruits, paniers de crabes (Ugly Berry)
7. Betty sur un toit brûlant / L'after (Crush'd)
8. La tornado girl / Betty la tornade (Tornado Girl)
9. Le choix du YETI / Quand Betty rencontre le YETI (When Betty Met YETI)
10. La folle journée d'Amanda / Une journée de folies (Bad Amanda)
11. Cartes sur table (Dressed for Success)
12. Deux sœurs au bord de la crise de nerfs (Sisters on the Verge of a Nervous Breakdown)
13. Baiser d'adieu (Kissed Off)
14. Ignacio et ses femmes (The Courtship of Betty's Father)
15. La mode donne des ailes (There's No Place Like Mode)
16. Tout s'écroule (Things Fall Apart)
17. Le combat des chefs (Sugar Daddy)
18. Sa mère ou moi / Un problème de mère (A Mother of a Problem)
19. Le spécial sexe (The Sex Issue)
20. Le coup du lapin (Rabbit Test)
21. Bébé en fuite (The Born Identity)
22. Des étoiles plein les yeux (In the Stars)
23. Match retour / Fantômes du passé (Curveball)
24. Le gagnant est... / Chute et rebondissements (The Fall Issue)

## Saison 4 (2009-2010)
1. L'effet papillon (Partie 1) (The Butterfly Effect, Part 1)
2. L'effet papillon (Partie 2) (The Butterfly Effect, Part 2)
3. Ton sur ton (Blue on Blue)
4. Hot job (The Weiner, The Bun & The Boob)
5. Seule à seule (Plus None)
6. Intrépide Betty (Backseat Betty)
7. Phase finale (Level (7) With Me)
8. Le triangle des Bahamas (The Bahamas Triangle)
9. Plus ou moins ? (Be-Shure)
10. La passion selon Betty (The Passion of Betty)
11. Dure semaine (Back in Her Place)
12. Panne générale (Blackout!)
13. Doublure sur mesure (Chica And The Man)
14. Chaud devant (Smokin' Hot)
15. Faut pas jouer avec le feu (Fire and Nice)
16. Théâtre du monde (All The World's A Stage)
17. Un sourire à 1 million de dollars (Million Dollar Smile)
18. Un appel de Londres (London Calling)
19. Le passé présente le futur (The Past Presents the Future)
20. Nouveau départ (Hello Goodbye)